# Escritura Jiahu

Ejemplo de la escritura Jiahu

La escritura Jiahu (寫作賈湖), es un sistema de escritura no descifrado, compuesto por 16 marcas distintas encontradas sobre caparazones de tortugas en Jiahu, sitio donde se encontraba la cultura neolítica de Peiligang, provincia de Henan, China. Se las ha fechado entre los años 6200 y 6600 a. C. Algunos arqueólogos creen que las marcas son similares (sin necesariamente significar lo mismo) a algunos caracteres utilizados mucho después en el sistema de escritura de los Huesos oraculares (los ideogramas  "ojo", y  "sol"; "día", son muy parecidos al símbolo ), pero actualmente no hay consenso. 

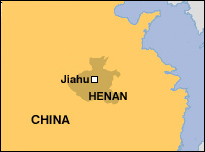
Ubicación de Jiahu

El arqueólogo Garman Harbottle señala que había indicios que la cultura presente en Jiahu, no era lo suficientemente compleja como para desarrollar un sistema de escritura.
Agrupaciones de pequeñas piedras se encontraron cerca a los caparazones, con lo que surge una nueva hipótesis en la que, dichos caparazones, serían sonajeros en rituales chamánicos